# Svinhamns villaområde

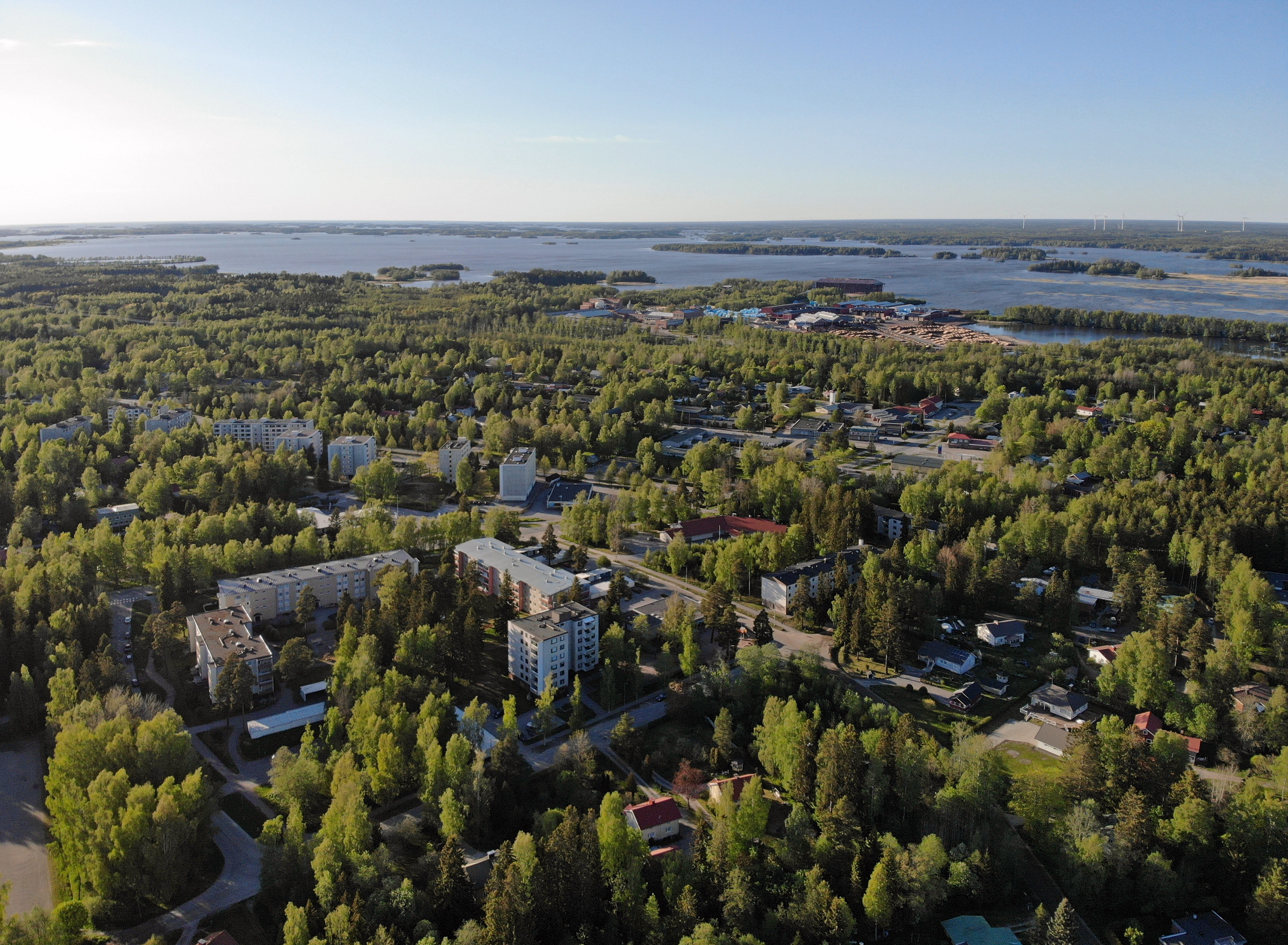
Svinhamns villaområde ligger nordväst om tätorten Svinhamn (finska: Pihlava) och gränsar till Björneborgsviken.

Svinhamns villaområde, den så kallade Villastranden, är ett kulturellt och historiskt värdefullt område i stadsdelen Svinhamn i Björneborg. Det är en ypperlig representant för villakulturen under andra hälften av 1800-talet och början av 1900-talet.
Villaområdet ligger i på udden Ytterölandet, nordväst om tätorten Svinhamn och gränsar till bland annat Björneborgsvikens industriområde, Pihlavas sågverk och Björneborgs titandioxidverk. Före villasamhället uppstod fanns här Ytterö herrgårds torp och åkermark.  Området är en av de bäst bevarade representanterna för tidig villakultur i Finland och är en av de nationellt betydelsefulla kulturmiljöer" som Museiverket inventerat.

## Historik
Villaområdet Svinhamn bildades i mitten av 1800-talet, när industrimännen och borgarna i Björneborg började bygga sina sommarvillor på Ytterö herrgårds marker. Även herrgårdens gamla torp togs i bruk som villor. Majoriteten av villorna i området är från 1900-talets början, den äldsta byggdes på 1850- och 1860-talen. Som mest fanns ett 30-tal villor på 1920-talet. Villorna är cirka 250–600 m² stora och mestadels av trä. Bostadsområdet kring Pihlava sågverk ingår också i samma helhet.
Villorna har ritats av flera välkända finländska och utländska arkitekter, som Julius Basilier, Torkel Nordman, Karl Lindahl och Jarl Eklund. De arkitektoniskt mest betydelsefulla är Villa Honkala, som tillhör släkten Ahlström och Villa Grankulla, ägt av släkten Rosenlew. Villa Erikstorp är byggd i tegel och representerar funktionalismen. Vid Villa Honkala föddes t.ex. Maire Gullichsen. Vid Honkala finns en paviljong med väggmålningar med Goethe-tema av Tove Jansson. Vid Villa Grankullas strand, byggd av Wilhelm Rosenlew, fanns en 200 meter lång brygga från vilken ångfartyget Saga, ägt av Rosenlew-företagen, dagligen seglade till älvhamnen i Björneborgs centrum.

## Villor i området
- Villa Björkvik - 1951 Paul Bernoulli
- Villa Erikstorp - 1937 Jarl Eklund
- Villa Grankulla - 1878 Julius Basilier, ändringsarbete 1924 Torkel Nordman
- Villa Honkala - 1880-tal, byggmästare JF Newander, ombyggd 1927 Karl Lindahl
- Villa Ilois - 1859, byggd av Karl Borg och Fredrik Borg
- Villa Lustigkulla - ett före detta torp, ombyggt till villa i början av 1900-talet
- Villa Mellin - 1916–1921 Torkel Nordman
- Villa Olhava - 1931 Sigge Cronstedt
- Villa Rauhanlinna eller Villa Alicelund - 1861
- Villa Solvik - 1930 Karl Lindahl och F. Laimgruber